# Tour de France 2016/17. Etappe
Die 17. Etappe der Tour de France 2016 wurde am 20. Juli 2016 nach dem zweiten Ruhetag ausgetragen. Sie führte über 184,5 Kilometer von Bern zur Bergankunft in Finhaut-Emosson. Es gab zwei Bergwertungen der dritten Kategorie, eine Bergwertung der ersten und eine der Hors Catégorie sowie einen Zwischensprint in Martigny nach 150 Kilometern. Die Etappe wurde komplett auf Schweizer Staatsgebiet ausgetragen.

## Rennverlauf
Bis zur Bergwertung am Saanenmöser-Pass nach etwa 70 Kilometern gelang es keiner Fluchtgruppe, wegzufahren, da im Feld sehr schnell gefahren wurde: in der ersten Stunde legte das Peloton etwa 52 Kilometer zurück. An der Bergwertung gelang es schließlich Rafał Majka (TNK) gemeinsam mit seinem Mannschaftskameraden Peter Sagan, sich abzusetzen und die Bergwertung zu gewinnen. Dieser Antritt bildete den Ausgangspunkt für das Entstehen einer Fluchtgruppe, der zunächst Peter Sagan, Rafał Majka, Domenico Pozzovivo (ALM), Jarlinson Pantano, Stef Clement (beide IAM), Steve Morabito (FDJ), Ilnur Sakarin (KAT), Brice Feillu (FVC), Tanel Kangert (AST), Kristijan Đurasek (LAM) und Tony Gallopin (LTS) angehörten. In der Abfahrt nach der zweiten Bergwertung, die Majka vor Pantano gewann, schlossen noch Greg Van Avermaet (BMC), Thomas Voeckler (DEN) und Alexei Luzenko (AST) aus einer zwei Minuten zurückliegenden Verfolgergruppe heraus auf. Das Peloton lag bereits über elf Minuten zurück, nachdem dort das Tempo deutlich zurückgenommen wurde.
Der Zwischensprint nach 150 Kilometern wurde Peter Sagan überlassen, der nach dem Ausstieg von Mark Cavendish (DDD) in der Punktewertung uneinholbar vorn liegt. Danach ging es gleich in den Anstieg zum Col de la Forclaz, an dem sich Sagan zurückfallen ließ. In der Spitzengruppe attackierten Tony Gallopin und Alexei Luzenko, während das Peloton unter der Führung der Mannschaften Sky und Movistar ebenfalls in den Anstieg einfuhr. Dort fielen Warren Barguil (TGA), Emanuel Buchmann (BOA) und Vincenzo Nibali (AST) zurück.
An der Spitze lag Luzenko nun kurzzeitig allein in Front, bevor er wieder von den Ausreißern eingeholt wurde. Die Bergwertung gewann erneut Majka, dahinter folgten Thomas Voeckler und Steve Morabito. Nach einer kurzen Abfahrt ging es bereits wieder in den letzten Anstieg, die Bergankunft der Hors Catégorie bei Finhaut-Emosson. Die Spitzengruppe zerfiel, vorn lagen Majka, Pantano und Sakarin. Sakarin schüttelte mit zwei Antritten zunächst Majka und danach Pantano ab und fuhr die letzten Kilometer der Etappe allein in Front.
Der Etappensieg ging an Ilnur Sakarin, der 55 Sekunden auf Jarlinson Pantano gutmachte. Pantano wurde Zweiter vor Majka, der weitere 32 Bergpunkte sammelte und damit 173 Punkte insgesamt und 83 Punkte Vorsprung auf Thomas De Gendt (LTS) hatte.
Im Feld lancierte Daniel Martin (EQS) die erste Attacke, es folgte eine Tempoverschärfung von Alejandro Valverde (MOV). Schließlich trat Richie Porte (BMC) an, ihm konnte nur noch der Gesamtführende Chris Froome (SKY) folgen. Bauke Mollema (TFS) und Nairo Quintana (MOV) fielen zurück. Dazwischen lagen noch Adam Yates (OBE), Romain Bardet (ALM), Fabio Aru (AST) und Louis Meintjes (LAM).
Froome kam zusammen mit Porte 7:59 Minuten hinter Sakarin ins Ziel, Yates verlor auf Froome acht Sekunden, Bardet elf, Aru und Meintjes 19 und Quintana 28 Sekunden. Damit konnte der Gesamtführende allen Konkurrenten Zeit abnehmen und lag nun mit 2:27 Minuten vor Bauke Mollema (TFS), der 40 Sekunden hinter Froome das Ziel erreichte.

## Punktewertungen
| Zwischensprint in Martigny nach 150 km auf 462 m ü. M. |             |                          |         |
| 1.                                                     | Slowakei    | Peter Sagan (TNK)        | 20 Pkt. |
| 2.                                                     | Belgien     | Greg Van Avermaet (BMC)  | 17 Pkt. |
| 3.                                                     | Frankreich  | Brice Feillu (FVC)       | 15 Pkt. |
| 4.                                                     | Niederlande | Stef Clement (IAM)       | 13 Pkt. |
| 5.                                                     | Kasachstan  | Alexei Luzenko (AST)     | 11 Pkt. |
| 6.                                                     | Kolumbien   | Jarlinson Pantano (IAM)  | 10 Pkt. |
| 7.                                                     | Estland     | Tanel Kangert (AST)      | 9 Pkt.  |
| 8.                                                     | Frankreich  | Thomas Voeckler (DEN)    | 8 Pkt.  |
| 9.                                                     | Kroatien    | Kristijan Đurasek (LAM)  | 7 Pkt.  |
| 10.                                                    | Italien     | Domenico Pozzovivo (ALM) | 6 Pkt.  |
| 11.                                                    | Polen       | Rafał Majka (TNK)        | 5 Pkt.  |
| 12.                                                    | Russland    | Ilnur Sakarin (KAT)      | 4 Pkt.  |
| 13.                                                    | Frankreich  | Tony Gallopin (LTS)      | 3 Pkt.  |
| 14.                                                    | Schweiz     | Steve Morabito (FDJ)     | 2 Pkt.  |
| 15.                                                    | Belgien     | Serge Pauwels (DDD)      | 1 Pkt.  |

| Etappenziel in Finhaut-Emosson nach 184,5 km auf 1960 m ü. M. |                        |                          |         |
| 1.                                                            | Russland               | Ilnur Zakarin (KAT)      | 20 Pkt. |
| 2.                                                            | Kolumbien              | Jarlinson Pantano (IAM)  | 17 Pkt. |
| 3.                                                            | Polen                  | Rafał Majka (TNK)        | 15 Pkt. |
| 4.                                                            | Kroatien               | Kristijan Đurasek (LAM)  | 13 Pkt. |
| 5.                                                            | Frankreich             | Brice Feillu (FVC)       | 11 Pkt. |
| 6.                                                            | Frankreich             | Thomas Voeckler (DEN)    | 10 Pkt. |
| 7.                                                            | Italien                | Domenico Pozzovivo (ALM) | 9 Pkt.  |
| 8.                                                            | Niederlande            | Stef Clement (IAM)       | 8 Pkt.  |
| 9.                                                            | Schweiz                | Steve Morabito (FDJ)     | 7 Pkt.  |
| 10.                                                           | Australien             | Richie Porte (BMC)       | 6 Pkt.  |
| 11.                                                           | Vereinigtes Konigreich | Chris Froome (SKY)       | 5 Pkt.  |
| 12.                                                           | Vereinigtes Konigreich | Adam Yates (OBE)         | 4 Pkt.  |
| 13.                                                           | Frankreich             | Romain Bardet (ALM)      | 3 Pkt.  |
| 14.                                                           | Italien                | Fabio Aru (AST)          | 2 Pkt.  |
| 15.                                                           | Sudafrika              | Louis Meintjes (LAM)     | 1 Pkt.  |

## Bergwertungen
| Saanenmöser Pass Kategorie 3 nach 72,5 km auf 1278 m ü. M. 6,6 km bei 4,8 % |          |                   |        |
| 1.                                                                          | Polen    | Rafał Majka (TNK) | 2 Pkt. |
| 2.                                                                          | Slowakei | Peter Sagan (TNK) | 1 Pkt. |

| Col des Mosses Kategorie 3 nach 105 km auf 1445 m ü. M. 6,4 km bei 4,4 % |           |                         |        |
| 1.                                                                       | Polen     | Rafał Majka (TNK)       | 2 Pkt. |
| 2.                                                                       | Kolumbien | Jarlinson Pantano (IAM) | 1 Pkt. |

| Col de la Forclaz Kategorie 1 nach 166,5 km auf 1527 m ü. M. 13 km bei 7,9 % |             |                          |         |
| 1.                                                                           | Polen       | Rafał Majka (TNK)        | 10 Pkt. |
| 2.                                                                           | Frankreich  | Thomas Voeckler (DEN)    | 8 Pkt.  |
| 3.                                                                           | Schweiz     | Steve Morabito (IAM)     | 6 Pkt.  |
| 4.                                                                           | Niederlande | Stef Clement (IAM)       | 4 Pkt.  |
| 5.                                                                           | Kroatien    | Kristijan Đurasek (LAM)  | 2 Pkt.  |
| 6.                                                                           | Italien     | Domenico Pozzovivo (ALM) | 1 Pkt.  |

| Finhaut-Emosson Kategorie HC nach 184,5 km auf 1960 m ü. M. 10,4 km bei 8,4 % |             |                          |         |
| 1.                                                                            | Russland    | Ilnur Sakarin (KAT)      | 50 Pkt. |
| 2.                                                                            | Kolumbien   | Jarlinson Pantano (IAM)  | 40 Pkt. |
| 3.                                                                            | Polen       | Rafał Majka (TNK)        | 32 Pkt. |
| 4.                                                                            | Kroatien    | Kristijan Đurasek (LAM)  | 28 Pkt. |
| 5.                                                                            | Frankreich  | Brice Feillu (FVC)       | 24 Pkt. |
| 6.                                                                            | Frankreich  | Thomas Voeckler (DEN)    | 20 Pkt. |
| 7.                                                                            | Italien     | Domenico Pozzovivo (ALM) | 16 Pkt. |
| 8.                                                                            | Niederlande | Stef Clement (IAM)       | 12 Pkt. |
| 9.                                                                            | Schweiz     | Steve Morabito (FDJ)     | 8 Pkt.  |
| 10.                                                                           | Australien  | Richie Porte (BMC)       | 4 Pkt.  |

## Aufgaben
- Mark Cavendish (DDD): Nicht zur Etappe angetreten, um sich für den Bahnrad-Mehrkampf bei Olympia 2016 vorzubereiten
- Rohan Dennis (OBE): Nicht zur Etappe angetreten
- Borut Božič (COF): Aufgabe während der Etappe
- Gorka Izagirre (MOV): Aufgabe während der Etappe aufgrund von Sturzfolgen